# Eparchia togliattińska
Eparchia togliattińska (ros. Тольяттинская епархия) – jedna z eparchii Rosyjskiego Kościoła Prawosławnego, z siedzibą w Togliatti. Wchodzi w skład metropolii samarskiej.

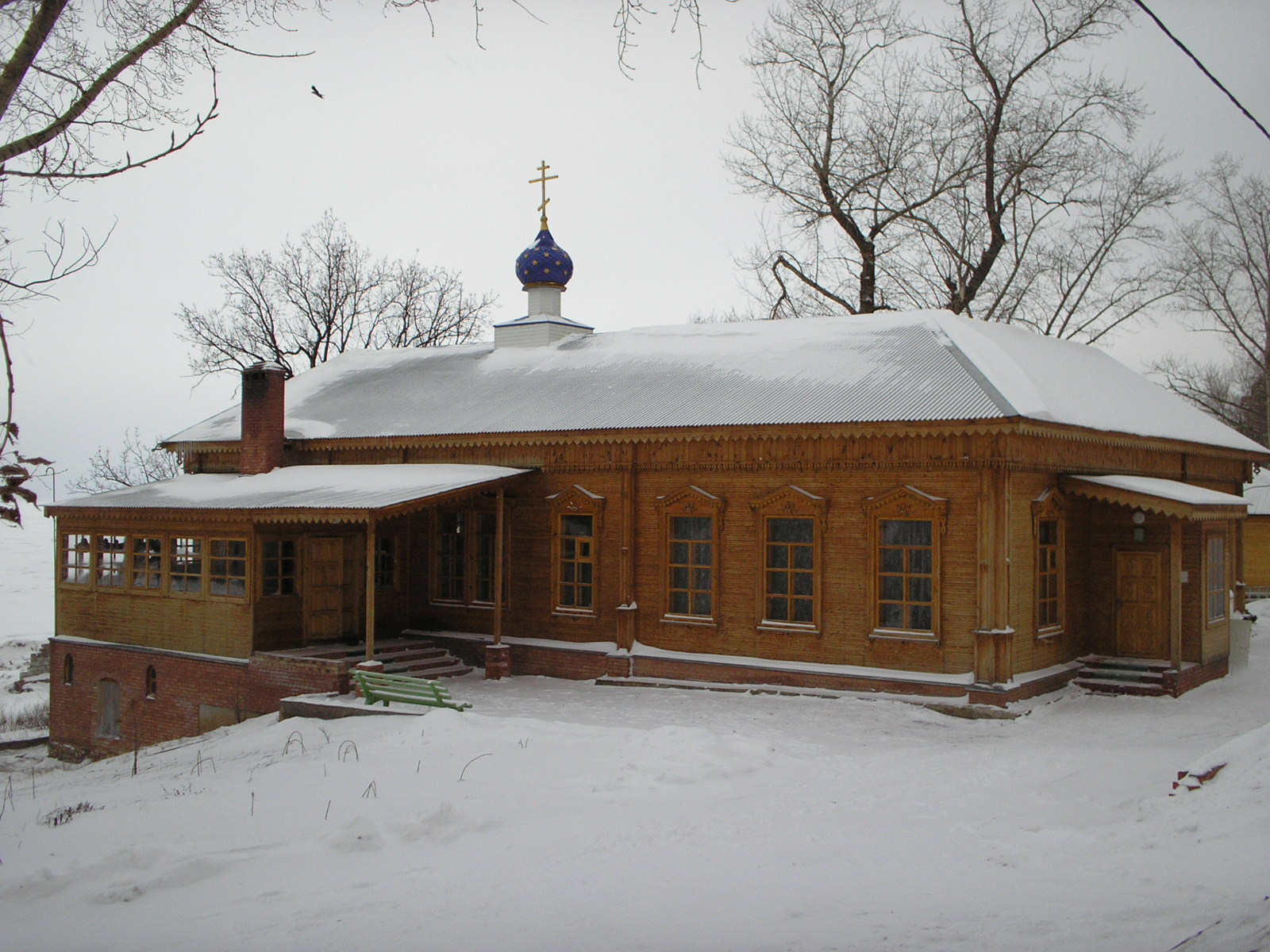
Monaster Zmartwychwstania Pańskiego w Togliatti

Utworzona 9 lipca 2019 r. postanowieniem Świętego Synodu, poprzez wydzielenie z terytoriów dwóch eparchii: samarskiej i syzrańskiej. Obejmuje część obwodu samarskiego – miasta Togliatti i Żygulowsk oraz rejon stawropolski.
Pierwszym ordynariuszem administratury został biskup togliattiński i żygulowski Nestor (Lubieranski).
W eparchii działa męski monaster Zmartwychwstania Pańskiego w Togliatti. Znajdujący się na terenie eparchii męski monaster Kazańskiej Ikony Matki Bożej w Winnowce podlega eparchii samarskiej.